# Jean Duvivier (graveur)
Pour les articles homonymes, voir Jean Duvivier et Duvivier.
Jean Duvivier, né à Liège le 7 février 1687 et mort à Paris le 30 avril 1761, est un médailleur français d'origine wallonne.

## Biographie
Jean Duvivier naît le 7 février 1687 à Liège,. Son père, Gendulphe Duvivier, graveur de cachets et de la vaisselle du prince-évêque le forme au dessin.
Il s'installe à Paris en 1710 puis est nommé médailleur officiel du roi Louis XV en 1719, succédant à Jean Mauger. Extrêmement prolifique, il signe plus de quatre cents matrices. Jean Duvivier est naturalisé français.
Il épouse Marie-Louise Vignon (morte le 28 septembre 1752). De cette union, naissent trois fils : Pierre-Louis-Isaac (baptisé le 23 mai 1727), Pierre-Simon-Benjamin (baptisé le 5 novembre 1730) et Thomas-Germain-Joseph (baptisé le 31 août 1735), et une fille, Jeanne-Louise-Françoise, qui épousera le graveur Jacques-Nicolas Tardieu.
Son fils, Pierre-Simon-Benjamin Duvivier fut graveur général des monnaies de 1774 à 1791.
Jean Duvivier meurt à Paris le 30 avril 1761.

## Galerie

Œuvres de Jean Duvivier
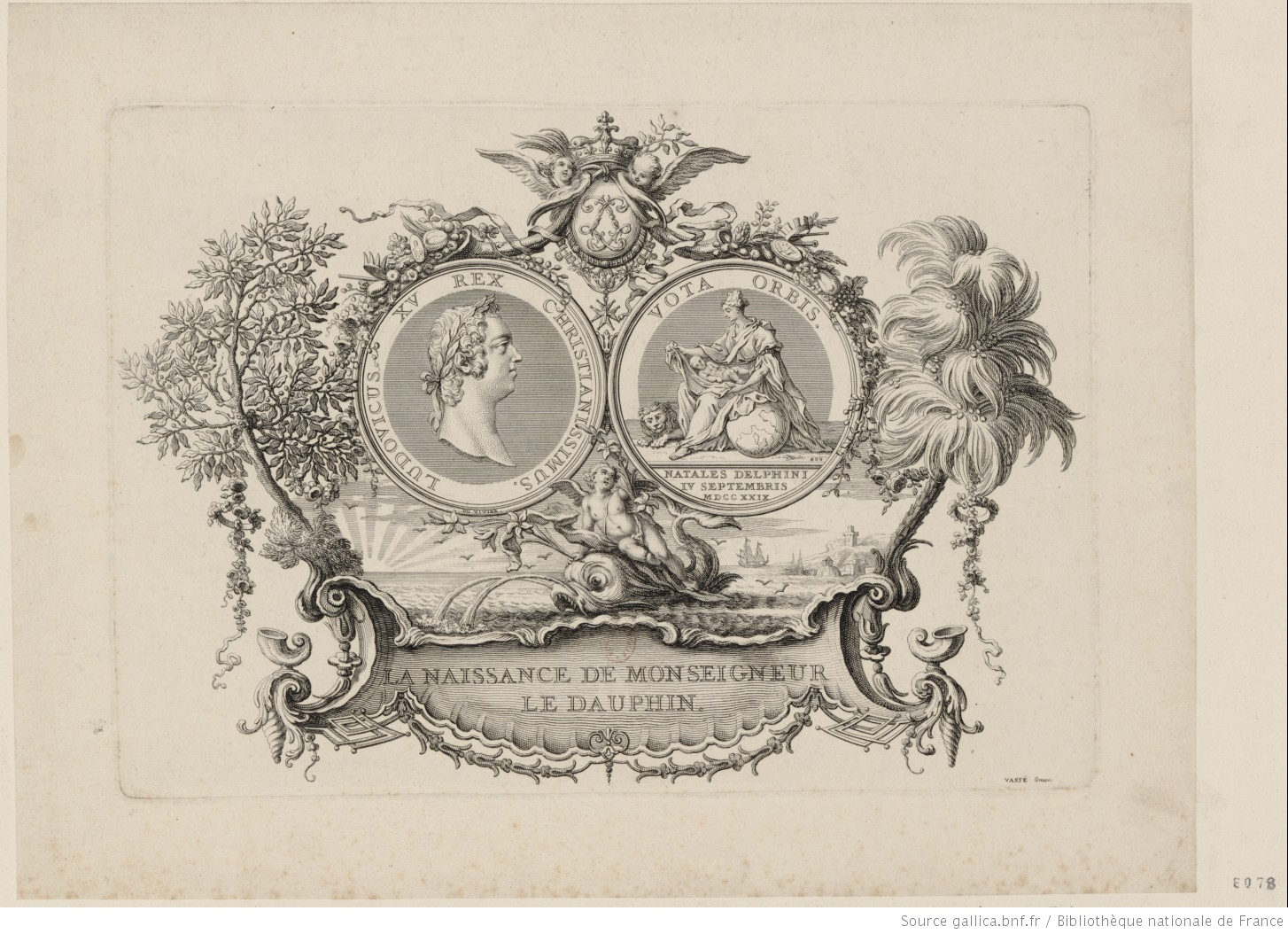
Médaille frappée à l'occasion de la naissance du Dauphin : sur la face le portrait de Louis XV, au revers la France tenant sur ses genoux le dauphin. Gravure du XVIIIe siècle.
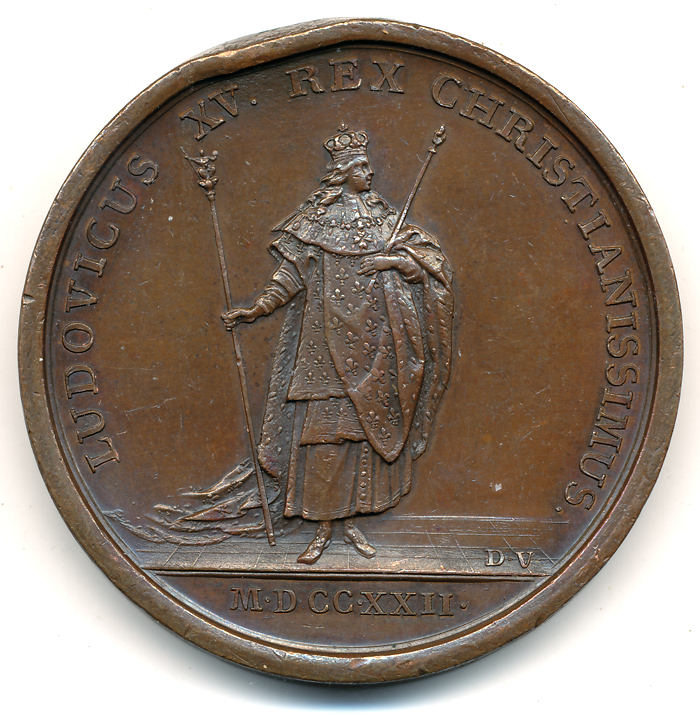
Revers de la médaille du Couronnement de Louis XV (1722), signé D.V. (avers par Michel Rög).
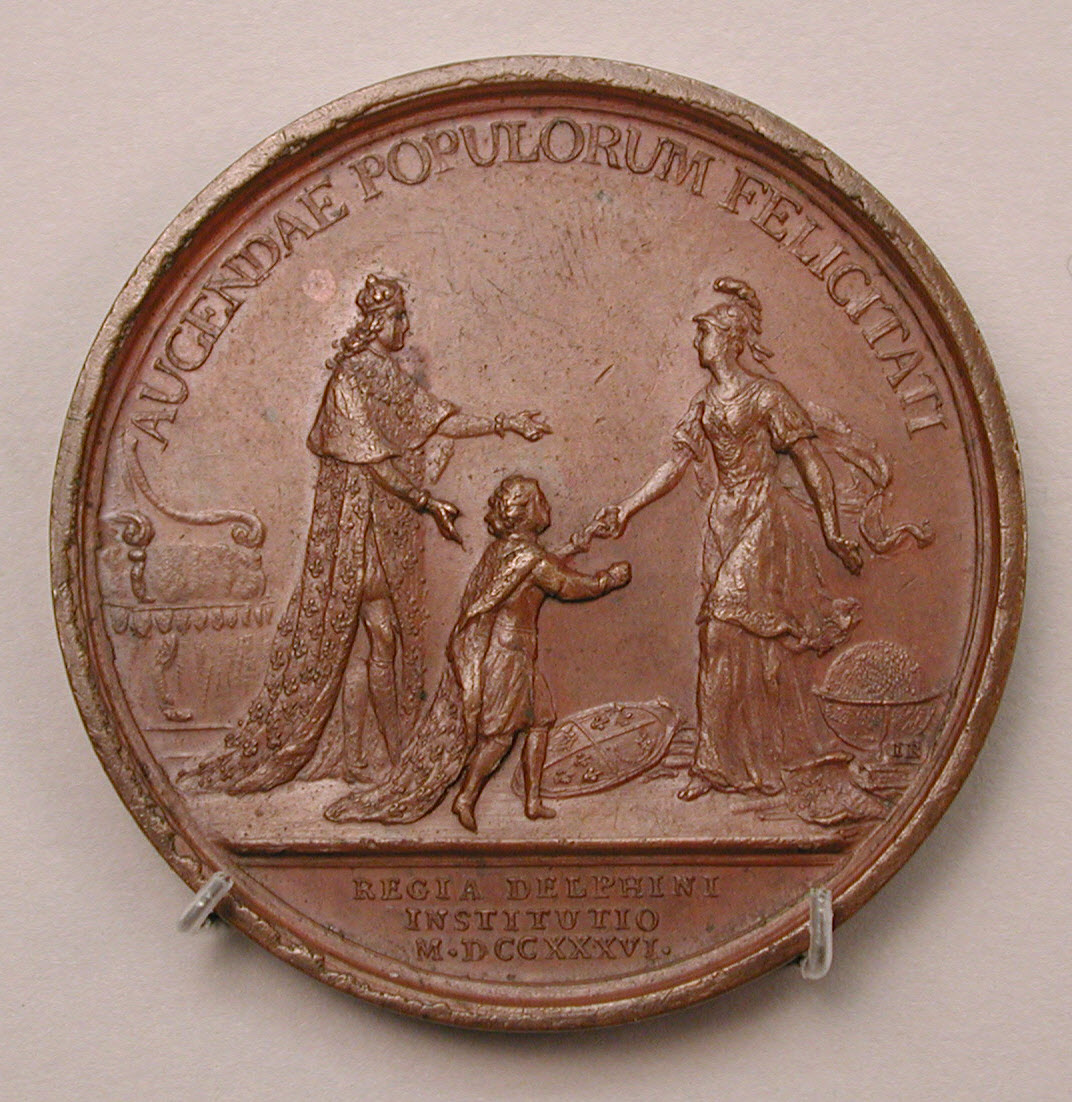
L’éducation royale du dauphin (1736).
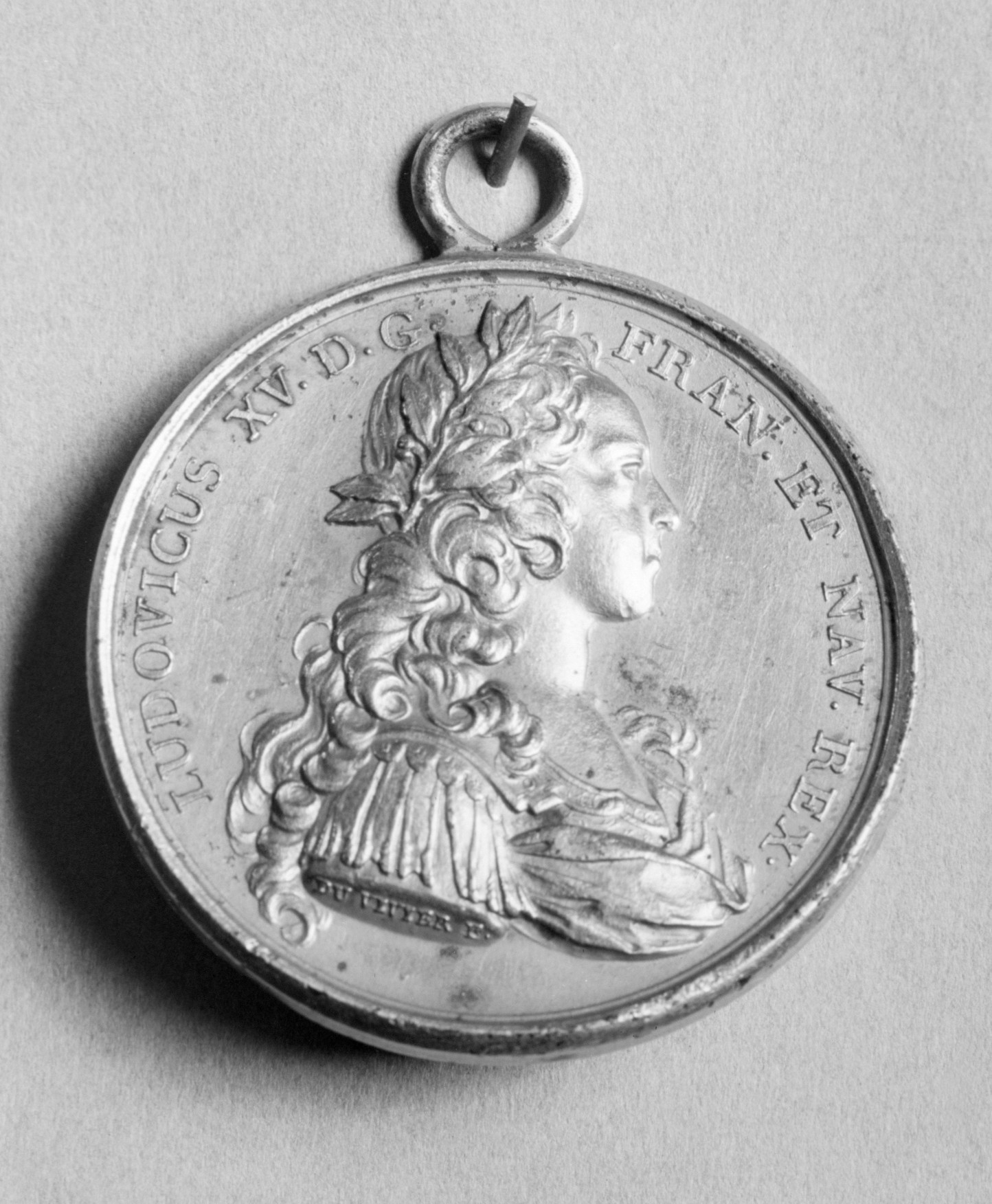
Louis XV (1715-1723).

## Hommage
La rue Duvivier à Liège lui rend hommage.